# Theta Trianguli Australis
Theta Trianguli Australis (θ Trianguli Australis, förkortat Theta TrA, θ TrA) som är stjärnans Bayerbeteckning, är en ensam stjärna belägen i den mellersta delen av stjärnbilden Södra triangeln. Den har en skenbar magnitud på 5,50 och är synlig för blotta ögat där ljusföroreningar ej förekommer. Baserat på parallaxmätning inom Hipparcosuppdraget på ca 9,5 mas, beräknas den befinna sig på ett avstånd på ca 340 ljusår (ca 105 parsek) från solen.

## Egenskaper
Theta Trianguli Australis är en gul till orange jättestjärna av spektralklass G8-K0 III. Den har en radie som är ca 10 gånger större än solens och utsänder från dess fotosfär ca 79 gånger mera energi än solen vid en effektiv temperatur av ca 5 000 K.